# Don Lippincott
Pour les articles homonymes, voir Lippincott.
Donald Fithian « Don » Lippincott (né le 16 novembre 1893 à Philadelphie et décédé le 9 janvier 1963 dans la même ville) est un athlète américain spécialiste du 100 mètres. Il est le premier détenteur officiel du record du monde du 100 mètres en établissant le temps de 10 s 6 le 6 juillet 1912 à Stockholm, lors des séries des Jeux olympiques. Il ne termine que troisième de la finale.

## Jeux olympiques
| Date | Compétition     | Lieu      | Résultat | Épreuve | Temps |
| ---- | --------------- | --------- | -------- | ------- | ----- |
| 1912 | Jeux olympiques | Stockholm | 3e       | 100 m   | 10.9  |
| 1912 | Jeux olympiques | Stockholm | 2e       | 200 m   | 21.8  |